# فاترشتتن
فاتِرشتِتِن (به آلمانی: Vaterstetten) یک شهر در آلمان است که در بایرن واقع شده‌است.

## خصوصیات
فاترشتتن ۳۴٫۱۸ کیلومترمربع مساحت دارد ۵۲۸ متر بالاتر از سطح دریا واقع شده‌است.

## خواهرخوانده
شهرهای ، تروگیر و آلاش خواهرخوانده‌های فاترشتتن هستند.